# Akessonia occulta
Akessonia occulta is een eenoogkreeftjessoort. De wetenschappelijke naam van de soort is voor het eerst geldig gepubliceerd in 1962 door Bresciani & Lützen.